# Спенсер (филм)
Спенсер (енгл. Spencer) је биографско-драмски филм из 2021. године, редитеља Пабла Ларајна и сценаристе Стивена Најта. Главну улогу игра Кристен Стјуарт као Дајана, принцеза од Велса (рођ. Спенсер) и представља измишљени приказ Дајанине одлуке да прекине брак са принцом Чарлсом (којег игра Џек Фартинг) и напусти британску краљевску породицу. У филму такође играју Тимоти Спол, Шон Харис и Сали Хокинс.
Светска премијера филма била је 3. септембра 2021. године у конкуренцији на Филмском фестивалу у Венецији. Објављен је 5. новембра 2021. године у биоскопима у Уједињеном Краљевству и Сједињеним Америчким Државама. Филм је објављен 16. децембра 2021. године у биоскопима у Србији, дистрибутера Blitz Film & Video Distribucija. Филм је добио углавном позитивне критике од критичара, уз посебне похвале за наступ Стјуартове.

## Радња
Радња филма смештена је у 1991. годину током божићних празника када се принцеза Дајана почела суочавати са својом тешком одлуком да оконча брак с принцом Чарлсом. Филм даје увид у екстравагантан живот на имању Сандрингем и савршено дочарава емоције леди Дајане услед борбе с гласинама о аферама док је избегавала немилосрдне папараце.

## Улоге
| Глумац             | Улога                              |
| ------------------ | ---------------------------------- |
| Кристен Стјуарт    | Дајана, принцеза од Велса          |
| Тимоти Спол        | Алистер Грегори                    |
| Џек Фартинг        | Чарлс, принц од Велса              |
| Шон Харис          | Дарен Макгрејди                    |
| Сали Хокинс        | Меги                               |
| Џек Нилен          | принц Вилијам, војвода од Кембриџа |
| Фреди Спрај        | принц Хари, војвода од Сасекса     |
| Стела Гонет        | Елизабета II                         |
| Рихард Замел       | принц Филип, војвода од Единбурга  |
| Олга Хелсинг       | Сара, војвоткиња од Јорка          |
| Томас Даглас       | Џон Спенсер                        |
| Матијас Воловски   | принц Едвард, гроф од Весекса      |
| Оријана Гордон     | леди Сара Чато                     |
| Ејми Менсон        | Ана Болен                          |
| Рајан Вихерт       | штабни наредник Вуд                |
| Џон Кјоу           | Мајкл                              |
| Никлас Корт        | принц Ендру, војвода од Јорка      |
| Елизабет Берингтон | принцеза Ана                       |
| Ема Дарвол-Смит    | Камила, војвоткиња од Корнвола     |